# Narod (dnevnik, Zagreb)
Narod je bio hrvatski dnevnik iz Zagreba. Izašle su prvi put veljače 1872., a prestale su izlaziti u prosinca 1873. godine. Tiskane su u tiskari Lavoslava Hartmana. Izašlo je 299 brojeva. Uređivao ih je Mirko Mikulčić.